# Andrija Novakovich
Andrija Novakovich (Muskego, 21 settembre 1996) è un calciatore statunitense con cittadinanza serba, attaccante del Venezia.

## Biografia
Nato nel Wisconsin da genitori emigrati dalla Serbia, possiede il doppio passaporto statunitense e serbo. Negli Stati Uniti la sua famiglia possiede una piantagione di carciofi.  Anche il cugino Luka Prpa è un calciatore.

## Caratteristiche tecniche
È una punta centrale abile nel gioco individuale che all'occorrenza può essere impiegato anche come ala di destra o di sinistra. Forte fisicamente, dispone di discreta corsa e progressione, oltre a essere bravo a tenere la palla.

## Carriera

### Club

#### Inizi, Reading e prestiti
Muove i primi passi nel mondo del pallone con la squadra dei United Serbians, formazione di cui fanno parte solo giocatori emigrati in America di origine serba. Una volta terminata la scuola riprende a giocare a calcio, giocando un biennio con i Chicago Magic PSG, squadra di Chicago sotto il controllo del Paris Saint-Germain. Nel 2014 viene notato dal Reading che lo porta così in Gran Bretagna.
Negli anni al Reading gioca molto poco, venendo ceduto in prestito per due volte nei Paesi Bassi al Telstar e al Fortuna Sittard, ben figurando con entrambe le formazioni. Con la prima ha realizzato 19 reti, diventando capocannoniere della seconda divisione olandese.

#### Frosinone
Il 2 settembre 2019 si trasferisce ufficialmente al Frosinone firmando un contratto triennale.
Fa il suo debutto in maglia giallazzurra il 14 settembre 2019 nella trasferta persa per 1-0 contro la Virtus Entella, subentrando al posto di Federico Dionisi.
Il 30 novembre 2019, mette a segno il suo primo gol con i canarini, nel match Frosinone-Empoli terminato 4-0.

#### Venezia
Il 15 luglio 2022 si trasferisce a titolo definitivo al Venezia. Il 17 settembre segna il primo gol con i veneti (e unico stagionale) nella partita interna col Pisa, pareggiata per 1-1.

#### Lecco
Il 23 agosto 2023 viene ceduto in prestito al Lecco. Il 3 settembre, all'esordio con i lombardi, va a segno nella sconfitta interna per 3-4 contro il Catanzaro.

#### Bari
Il 23 luglio 2024 viene ceduto in prestito al Bari. Il 23 agosto segna la sua prima rete con i pugliesi, firmando il momentaneo vantaggio in casa del Modena, partita poi persa per 2-1.

### Nazionale
Inizia la trafila con la nazionale statunitense nel 2013 venendo convocato dall'Under-17 con la quale segna 2 reti in altrettante presenze, successivamente è passato all'Under-18 mettendo insieme una rete in 7 presenze. Nel 2014 è stato convocato con l'Under-20 ben figurando con 3 reti in 5 presenze. Dopo aver scelto quale nazionale rappresentare tra quella statunitense o quella serba, ha debuttato con la nazionale statunitense il 27 marzo 2018, nell'amichevole vinta per 1-0 contro il Paraguay.

## Statistiche

### Presenze e reti nei club
Statistiche aggiornate al 13 maggio 2025.
| Stagione            | Squadra          | Campionato       | Campionato | Campionato | Coppe nazionali | Coppe nazionali | Coppe nazionali | Coppe continentali | Coppe continentali | Coppe continentali | Altre coppe | Altre coppe | Altre coppe | Totale | Totale |
| Stagione            | Squadra          | Comp             | Pres       | Reti       | Comp            | Pres            | Reti            | Comp               | Pres               | Reti               | Comp        | Pres        | Reti        | Pres   | Reti   |
| ------------------- | ---------------- | ---------------- | ---------- | ---------- | --------------- | --------------- | --------------- | ------------------ | ------------------ | ------------------ | ----------- | ----------- | ----------- | ------ | ------ |
| 2014-2015           | Reading          | FLC              | 2          | 0          | FACup+CdL       | 0               | 0               | -                  | -                  | -                  | -           | -           | -           | 2      | 0      |
| ago.-nov. 2015      | Reading          | FLC              | 0          | 0          | FACup+CdL       | 0               | 0               | -                  | -                  | -                  | -           | -           | -           | 0      | 0      |
| nov. 2015-gen. 2016 | Cheltenham Town  | NL               | 4          | 0          | -               | -               | -               | -                  | -                  | -                  | -           | -           | -           | 4      | 0      |
| gen.-giu. 2016      | Reading          | FLC              | 0          | 0          | FACup+CdL       | 0               | 0               | -                  | -                  | -                  | -           | -           | -           | 0      | 0      |
| 2016-2017           | Reading          | FLC              | 0          | 0          | FACup+CdL       | 0               | 0               | -                  | -                  | -                  | -           | -           | -           | 0      | 0      |
| 2017-2018           | Telstar          | ED               | 35+2       | 19+2       | CO              | 1               | 1               | -                  | -                  | -                  | -           | -           | -           | 38     | 22     |
| 2018-2019           | Fortuna Sittard  | ED               | 29+1       | 9+1        | CO              | 2               | 1               | -                  | -                  | -                  | -           | -           | -           | 32     | 11     |
| ago.-set. 2019      | Reading          | FLC              | 1          | 0          | FACup+CdL       | 0               | 0               | -                  | -                  | -                  | -           | -           | -           | 1      | 0      |
| Totale Reading      | Totale Reading   | Totale Reading   | 3          | 0          |                 | 0               | 0               |                    | -                  | -                  |             | -           | -           | 3      | 0      |
| set. 2019-2020      | Frosinone        | B                | 33+5       | 4+1        | CI              | 0               | 0               | -                  | -                  | -                  | -           | -           | -           | 38     | 5      |
| 2020-2021           | Frosinone        | B                | 33         | 11         | CI              | 1               | 0               | -                  | -                  | -                  | -           | -           | -           | 34     | 11     |
| 2021-2022           | Frosinone        | B                | 29         | 3          | CI              | 0               | 0               | -                  | -                  | -                  | -           | -           | -           | 29     | 3      |
| Totale Frosinone    | Totale Frosinone | Totale Frosinone | 95+5       | 18+1       |                 | 1               | 0               |                    | -                  | -                  |             | -           | -           | 101    | 19     |
| 2022-2023           | Venezia          | B                | 35+1       | 1          | CI              | 1               | 0               | -                  | -                  | -                  | -           | -           | -           | 37     | 1      |
| 2023-2024           | Lecco            | B                | 38         | 6          | -               | -               | -               | -                  | -                  | -                  | -           | -           | -           | 38     | 6      |
| 2024-2025           | Bari             | B                | 28         | 3          | CI              | 1               | 0               | -                  | -                  | -                  | -           | -           | -           | 29     | 3      |
| Totale carriera     | Totale carriera  | Totale carriera  | 264        | 56         |                 | 6               | 2               |                    | -                  | -                  |             | -           | -           | 270    | 58     |

### Cronologia presenze e reti in nazionale
| Cronologia completa delle presenze e delle reti in nazionale ― Stati Uniti | Cronologia completa delle presenze e delle reti in nazionale ― Stati Uniti | Cronologia completa delle presenze e delle reti in nazionale ― Stati Uniti | Cronologia completa delle presenze e delle reti in nazionale ― Stati Uniti | Cronologia completa delle presenze e delle reti in nazionale ― Stati Uniti | Cronologia completa delle presenze e delle reti in nazionale ― Stati Uniti | Cronologia completa delle presenze e delle reti in nazionale ― Stati Uniti | Cronologia completa delle presenze e delle reti in nazionale ― Stati Uniti |
| Data                                                                       | Città                                                                      | In casa                                                                    | Risultato                                                                  | Ospiti                                                                     | Competizione                                                               | Reti                                                                       | Note                                                                       |
| -------------------------------------------------------------------------- | -------------------------------------------------------------------------- | -------------------------------------------------------------------------- | -------------------------------------------------------------------------- | -------------------------------------------------------------------------- | -------------------------------------------------------------------------- | -------------------------------------------------------------------------- | -------------------------------------------------------------------------- |
| 27-3-2018                                                                  | Cary                                                                       | Stati Uniti                                                                | 1 – 0                                                                      | Paraguay                                                                   | Amichevole                                                                 | -                                                                          | 77’                                                                        |
| 29-5-2018                                                                  | Filadelfia                                                                 | Stati Uniti                                                                | 3 – 0                                                                      | Bolivia                                                                    | Amichevole                                                                 | -                                                                          | 62’                                                                        |
| 12-10-2018                                                                 | Tampa                                                                      | Stati Uniti                                                                | 2 – 4                                                                      | Colombia                                                                   | Amichevole                                                                 | -                                                                          | 84’                                                                        |
| Totale                                                                     |                                                                            | Presenze                                                                   | 3                                                                          |                                                                            | Reti                                                                       | 0                                                                          |                                                                            |